# Maurice Raes
Maurice (eller Maurits)  Raes, född den 17 januari 1907 i Heusden, död den 23 februari 1992 i Gentbrugge, var en belgisk landsvägscyklist som var professionell från 1927 till 1939. Mans främsta merit var segern i Liège-Bastogne-Liège 1927 – därtill kom han tvåa och trea de två följande åren. Han vann även Kampioenschap van Vlaanderen 1929.

## Meriter
| 1927 Vinnare av Liège-Bastogne-Liège 1928 2:a i Liège-Bastogne-Liège 1920 Vinnare av Kampioenschap van Vlaanderen 3:a i Liège-Bastogne-Liège 1930 3:a i Bryssel-Oostende 1932 2:a i Grote 1-Mei Prijs, Ereprijs Victor De Bruyne 1933 Vinnare av Grote 1-Mei Prijs, Ereprijs Victor De Bruyne 1934 2:a i Grote Prijs Dr. Eugeen Roggeman 10:a i Kampioenschap van Vlaanderen | 1935 10:a i Grote Prijs Stad Zottegem 1936 Vinnare av Omloop van Midden-Vlaanderen 1937 Vinnare av Grote Prijs Dr. Eugeen Roggeman 2:a i linjelopp vid Belgiska mästerskapen 1938 3:a i Paris–Valenciennes 3:a i Grote 1-Mei Prijs, Ereprijs Victor De Bruyne 1939 Vinnare av Paris–Valenciennes |